# Finalíssima de la Copa de les Ciutats en Fires
L'any 1971 es disputà la darrera edició de la Copa de les Ciutats en Fires. La UEFA organitzà un encontre entre el primer vencedor de la competició, el Futbol Club Barcelona i el darrer vencedor, el Leeds United, per a decidir quin clubs s'emportava el trofeu en propietat. A més, cal notar que els dos clubs eren els que més títols havien aconseguit a la competició (tres el Barça i dos el Leeds, aquest darrer empatat amb el València CF que també en tenia dos).

## Detalls del partit
La final es disputà a Barcelona, a l'estadi del Camp Nou el 22 de setembre de 1971, i el trofeu se'l va endur el FC Barcelona, que va obtenir la victòria per 2 a 1.
| FC Barcelona   | 2-1 | Leeds United |
| -------------- | --- | ------------ |
| Dueñas 51' 84' |     | Jordan 52'   |

| FC BARCELONA: |    |                    |  |     |
|               |    |                    |  |     |
| POR           | 1  | Salvador Sadurní   |  |     |
| MIG           | 2  | Joaquim Rifé       |  |     |
| DEF           | 3  | Eladi              |  |     |
| DEF           | 4  | Antoni Torres      |  |     |
| DEF           | 5  | Gallego            |  |     |
| DEF           | 6  | Quique Costas      |  |     |
| DAV           | 7  | Carles Rexach      |  |     |
| MIG           | 8  | Juan Carlos        |  |     |
| DAV           | 9  | Dueñas             |  |     |
| DAV           | 10 | Marcial            |  |     |
| MIG           | 11 | Juan Manuel Asensi |  | 79' |
| Substitutes:  |    |                    |  |     |
| MIG           | 12 | Josep Maria Fusté  |  | 79' |
| Entrenador:   |    |                    |  |     |
| Rinus Michels |    |                    |  |     |

| LEEDS UNITED: |    |               |
|               |    |               |
| POR           | 1  | Gary Sprake   |
| DEF           | 2  | Paul Reaney   |
| DEF           | 3  | Nigel Davey   |
| MIG           | 4  | Billy Bremner |
| DEF           | 5  | Jack Charlton |
| DEF           | 6  | Norman Hunter |
| MIG           | 7  | Peter Lorimer |
| DAV           | 8  | Joe Jordan    |
| DAV           | 9  | Rod Belfitt   |
| MIG           | 10 | Johnny Giles  |
| DAV           | 11 | Chris Galvin  |
| Entrenador:   |    |               |
| Don Revie     |    |               |